# Oligostachyum paniculatum
Oligostachyum paniculatum là một loài thực vật có hoa trong họ Hòa thảo. Loài này được G.H.Ye & Z.P.Wang mô tả khoa học đầu tiên năm 1990.